# Orwellion lineatum
Orwellion lineatum là một loài bọ cánh cứng trong họ Cerambycidae.